# Фабрикато (Потенца)
Фабрикато (итал. Fabbricato) је насеље у Италији у округу Потенца, региону Базиликата.
Према процени из 2011. у насељу је живело 25 становника. Насеље се налази на надморској висини од 852 м.